# Orquídia salvatge
Orquídia salvatge (títol original: Wild Orchid) és una pel·lícula estatunidenca dirigida per Zalman King, estrenada l'any 1990. Ha estat doblada al català.

## Argument
Emily Reed (Carré Otis), una jove arribada fa poc a Nova York per una entrevista de treball en un gabinet d'advocats internacional, és immediatament contractada i enviada a Rio de Janeiro, acompanyada d'un quadre dirigent, Claudia Dennis (Jacqueline Bisset) per ajudar els treballs d'un luxós hotel de platja.
Però Claudia ha de marxar a l'Argentina per negocis. Emily es troba sola dirigint els treballs. És presentada a un enigmàtic amic de Claudia, Wheeler, un milionari marginal. Emily està intrigada per Wheeler i sucumbeix als seus encants. Però Wheeler està més interessat a sotmetre-la a una sèrie de tests psicològics i sexuals amb l'objectiu de desinhibir-la i introduir-la a una vida sexual sense regles.
Però fins i tot ell no s'autoritza a expressar els seus sentiments reals. A la llarga, ella arriba a trencar la closca que Wheeler havia creat al fil dels anys.

## Repartiment
- Mickey Rourke: James Wheeler
- Jacqueline Bisset: Claudia Dennis
- Carré Otis: Emily Reed
- Assumpta Serna: Hanna
- Bruce Greenwood: Jerome McFarland
- Oleg Vidov: Otto
- Milton Gonçalves: Flavio
- Jens Peter: el jugador de voleibol
- Antonio Mario Silva Da Silva: Rambo
- Paul Land: Big Sailor
- Michael Villella: Elliot
- Bernardo Jablonsky: Roberto
- Luiz Lobo: Juan

## Al voltant de la pel·lícula
- El rodatge s'ha desenvolupat a Nova York, Bahia i Rio de Janeiro.
- La versió original de King comportava escenes sexuals massa explicites. Podria haver estat classificat com film pornogràfic, cosa que hauria limitat la seva explotació comercial. Una versió menys explicita va ser distribuïda sense l'escena d'amor entre Mickey Rourke i Carré Otis. Aquesta escena va ser relatada als mitjans de comunicació, sobretot perquè tots dos van mantenir una relació durant el rodatge.[3]
- Mickey Rourke i Carré Otis es van casar el 1992 i es van divorciar el 1998. Van rodar junts Exit in Red (1996). Orquídea salvatge va ser un èxit públic malgrat una acollida desastrosa de part de la critica. Va ser prou popular perquè uns anys més tard es rodés una continuació titulada Orquídea salvatge 2  (Wild Orchid II: Two Shades of Blue, 1992). Malgrat l'èxit de al primera part, aquesta continuació només va sortir en vídeo. Van sortir dues versions: una versió soft i una versió per adults.
- No desitjant rodar nua, Brooke Shields va rebutjar el paper d'Emily.[3]

## Banda original
- Uma historia de ifá (ejigbo), interpretada per Margareth Menezes
- Shake the Sheik , interpretada per Dissidenten
- Love Song , interpretada per Ofra Haza
- It Only Has to Happen Once , interpretada per Ambitious Lovers
- Twistin' With Annie , interpretada per Hank Ballard
- Oxossi, interpretada per Geronimo
- Children of Fire (Call of Xango), interpretada per David Rudder
- Warrior , interpretada per Públic Imatge Limited
- Just ha Carnival , interpretada per David Rudder
- Dark Secret , interpretada per David Rudder i Margareth Menezes
- I Want to Fly / Slave Dream, interpretada per Ofra Haza
- Bird Boy , interpretada per Naná Vasconcelos i The Bushdancers
- Magic Jeweled Limousine , interpretada per NASA
- Sòl Negro , interpretada per Maria Bethânia i Gal Costa
- Promised Land , interpretada per Underworld
- Flor Cubana , interpretada per Simone Moreno
- Wheeler's Howl , interpretada per The Rhythm Methodists

## Nominacions
- Nominació al premi al pitjor actor per Mickey Rourke i pitjor revelació per Carré Otis, en els premis Razzie 1990.